# 오펠 칼
오펠 칼(Opel Karl)은 제너럴 모터스 산하의 독일 브랜드 오펠이 생산 및 판매하였던 도시형 자동차이다.

## 상세
2014년 12월에 공개되었고, 2015년에 아길라의 후속 차종으로 출시되었다. 차명인 칼은 아담 오펠의 장남인 칼 오펠에서 유래되었다. 엔진은 새로 개발된 75마력의 에코텍 직렬 3기통 1.0L가 장착되었으며, 변속기는 5단 자동/수동이 제공되었다. 인텔리링크(IntelliLink) 인포테인먼트 시스템이 탑재되어 iOS 및 안드로이드 장치와 원활하게 연동할 수 있도록 하였다. 영국에서는 복스홀 브랜드를 통해 복스홀 비바라는 이름으로 팔리고 있다. 쉐보레 스파크의 형제 차종으로 개발되었으며, 생산은 대한민국 창원시에 위치한 한국GM에서 진행되었다. 2019년 말에 저조한 판매 실적과 라인업 정리 정책으로 인해 아담, 카스카다와 함께 단종되었다. 베트남의 자동차 회사 빈패스트가 제너럴 모터스에서 칼의 라이센스를 사들여 자사의 경차로 판매하기로 하였고, 전면부에 빈패스트의 스타일링을 새로 적용하였다. 초기에는 대한민국에서 생산되었으나, 2019년에는 베트남의 하이퐁에서 생산이 진행되었다.

## 경쟁 차종
- 현대자동차 - i10
- 기아자동차 - 모닝
- 쉐보레 - 스파크
- 피아트 - 500, 판다
- 르노 - 트윙고
- 스마트 - 포투, 포포
- 폭스바겐 - 업!
- 포드 - 카
- 토요타 - iQ, 아이고